# Односи Црне Горе и Грчке
Односи Црне Горе и Грчке су инострани односи Црне Горе и Хеленске Републике.

## Односи
Црна Гора и Грчка имају односе који су успостављени у вријеме Књажевине Црне Горе. Прво дипломатско представништво Грчке отворено је 1881. до 1883. године на челу са Александром Логотетисом, који је обављао дужност главног конзула на Цетињу у том периоду. Грчки конзулат је поново отворен 1896. године, а на његовом челу се од 1909. до 1916. године налазио Евгеније Евгенијадес.
Република Грчка званично је признала Црну Гору 14. јуна 2006. године. Дипломатски односи између двије државе су успостављени 18. децембра 2006. године.

### Дипломатски представници

#### У Атини
Амбасада Црне Горе у Републици Грчкој покрива Кипар.
- Петар Поповић, амбасадор, 2014. -[2]
- Иво Арменко, амбасадор, 2009. -[1]

#### У Подгорици
Генерални конзулат Грчке почео је да ради у капацитету Амбасаде 22. фебруара 2007. године.
- Илиас Фотопоулос, амбасадор, 2013. -
- Емануел Пападогиоргакис, амбасадор, 2010. - 2012.
- Јоргос Августис, амбасадор, 2008. - 2010.[1]

#### У Цетињу
- Евгениос Евгенијадис, 1912. - 1916.
- Михаил Цамадос, отправник послова, 1911. - 1912.
- Евгениос Евгенијадис, 1909. -
- Гијом Фонтана, 1907. - 1909.
- Стаматиос Андонопулос, 1903. - 1906.
- А. Логотетис, генерални конзул, 1886. - 1902.
- Андре Псилас, 1883. - 1885.
- А. Логотетис, 1881. -[3]

## Занимљивости
Црна Гора се међу Србима популарно назива српска Спарта.